# Kasowanie (filatelistyka)
Zasugerowano, aby zintegrować ten artykuł z artykułem Kasownik (filatelistyka). Nie opisano powodu propozycji integracji.
Kasowanie – czynność polegająca na unieważnieniu znaku wartościowego. Głównym celem kasowania jest zabezpieczenie przed próbą ponownego użycia znaku wartościowego. Próba użycia takiego znaku ponownie podlega karze pozbawienia wolności. Kasowanie może być wykonane ręcznie lub mechanicznie, za pomocą stempla, pióra, ołówka, nożyczek, palca, urządzenia nakłuwającego, dziurkującego, przepalającego, przez placówkę pocztową nadawczą lub zastępczo przez instytucje współpracujące z pocztą.
Wyróżniamy:
- Kasowanie celne
- Kasowanie cenzury
- Kasowanie dziurkujące (dziurkowe)
- Kasowanie fiskalne
- Kasowanie igłowe (igiełkowe)
- Kasowanie maszyną frankującą
- Kasowanie nożyczkowe
- Kasowanie obce
- Kasowanie odciążeniowe
- Kasowanie odręczne
- Kasowanie oddzierające
- Kasowanie paczkowe
- Kasowanie palcowe
- Kasowanie placówki pośredniczącej
- Kasowanie prowizoryczne
- Kasowanie uzupełniające
- Kasowanie żarowe